# ISKP
ISKPは、アフガニスタンを中心に活動するイスラム原理主義の軍事組織、テロ組織。

紋章

## 名称
正式名称はIslamic State – Khorasan Province、日本語でイスラム国ホラサン州。ここでいうホラサン（Khorasan）とはイランの一部（北ホラーサーン州、南ホラーサーン州、ラザヴィー・ホラーサーン州の3州）にとどまらず、アフガニスタンやパキスタンの一部を包含する地域（かつてのホラーサーン）を示す。

## 概要
2015年1月にパキスタン・タリバン運動の地方司令官だった初代最高指導者のハフィズ・サイード・カーンらがISILに忠誠を誓い設立された。アフガニスタン東部からパキスタン国境付近にかけた地域で勢力を拡大した。同じ地域を拠点とするターリバーンとは対立状態にあり、アメリカ合衆国のシンクタンクによれば2017年以降、両勢力との間で200回以上の交戦が生じたとされている。
テロ組織として名前が取り沙汰されるようになったのは、2019年8月に、カーブル西部の結婚式場での自爆テロ攻撃で、6人が死亡した事件である。さらに2020年11月には、カーブル大学でも銃撃テロを主導、20人前後が死亡した。2020年以降、ターリバーンがアメリカと軍の撤退交渉を進めた際には、「アメリカと取引を行った」としてターリバーンを非難した。

## 反タリバン運動との関係

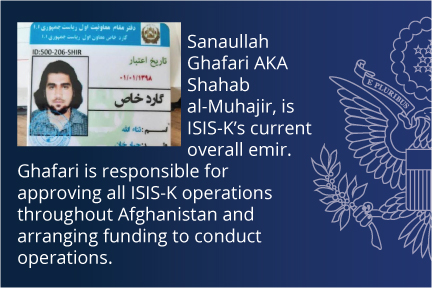
アメリカ国務省が発表した勧告書には、アフガニスタン大統領警護局発行のサナウラ・ガファリの身分証明書とされるものが示されている。

現在のISKPの最高指導者とされる通称シャハブ・アル・ムハジル（別名：サナウラ・ガファリ）は、アシュラフ・ガニー大統領下で副大統領を務め、現在は反タリバン武装勢力の「民族抵抗戦線」を率いているアムルラ・サレーの特別警備員であった。
政権崩壊後、アフガニスタン・イスラム共和国軍の兵士や諜報機関に所属していたスパイがISKPに加わったと言われている。
パンジシール紛争で敗北し、著しく弱体化した民族抵抗戦線に代わって、ISKPはアフガニスタン国内で唯一、ターリバーンに打撃を与える事が可能な組織である。

## 主なテロ行為

### 2021年カーブル国際空港テロ事件
2021年8月15日、ターリバーンはアフガニスタンの首都カーブルを制圧（カーブル陥落 (2021年) 参照）。前政権や外国公館の協力者などが国外へ脱出するためにカーブル国際空港へ殺到し、周辺は大混乱が続いた。アメリカはISKPPによるテロ対策を講じていたが、同年8月26日に空港のアビーゲート付近で自爆テロ（カーブル国際空港自爆テロ事件 参照）が発生。アメリカ軍兵士13人を含む180人以上が死亡した。同日、アメリカのバイデン大統領は、ISKPを名指しした上で報復攻撃の立案を国防総省に指示。2日後の8月28日、アメリカ中央軍は、ナンガルハル州でISKPに対する攻撃を実施、無人航空機を使用して標的（テロ攻撃の立案者）を殺害したと発表した。

### 2021年10月カーブル市内爆発事件
2021年10月3日、カーブル市内のモスク周辺で爆発が発生。20人以上が負傷もしくは死亡した。モスクではザビフラ・ムジャヒドの母親を追悼する儀式が行われていた。翌4日にはISKPが犯行を認めた。

### モスクワ郊外コンサート会場銃乱射事件
2024年3月22日、 ロシアのモスクワ郊外にあるクラスノゴルスクのコンサートホール、クロッカス・シティ・ホールで銃撃事件が発生。 133人以上が死亡し、145人以上が負傷した。銃撃事件の直後にISKPが犯行声明を出した。